# Pingvin RC
Pingvin Rugby Club (PRC) är en rugbyklubb i Trelleborg. Klubben bildades den 18 oktober 1962. Pingvin arrangerar varje år en internationell ungdomsturnering som heter Trelleborg Rugby Festival.

## Historia
Klubben grundades efter att några rugbyentusiaster i Trelleborg blev trötta av att behöva åka till Malmö för att spela rugby. Namnet Pingvin kom till av två anledningar: (1) Wolfgang Österling (klubbens första ordförande) hade kontakt med ett engelskt känt representationslag som kallades The Penguins; och (2) det på den tiden fanns ett par levande Pingviner i Trelleborgs Stadspark. Pingvins första hemmaarena var under 60-talet Järavallen, en öppen plan 30 meter från havet.
1970 införskaffades Pingvins första egna klubblokal på Algatan och i början av 80-talet flyttade man klubblokalen till en källarlokal på Valldammsgatan. Egen klubbstuga byggdes så småningom i början av 90-talet, alldeles intill planen på Pilevallen. En läktare byggdes sedan av kommunen.

## Spelartrupp Herrar 2008
Spelartruppen aktuell per den 25 januari 2008.
| Nr | Land     | Pos       | Namn                  |
| -- | -------- | --------- | --------------------- |
| 1  | Sverige  | P         | Lars Tunestål         |
| 2  | Sverige  | H         | Patrik Ljungdahl      |
| 3  | Sverige  | P         | Glenn Holmgren        |
| 4  | Sverige  | 8         | James Mansell         |
| 5  | Sverige  | L         | Niklas Eriksson       |
| 7  | Sverige  | FL        | Daniel Finnfors       |
| 6  | Sverige  | F/H       | Ted Holmgren          |
| 8  | Fiji     | FL        | Setaraki Tegunimataka |
| 9  | Sverige  | Klunghalv | Sebastian Jönsson     |
| 10 | Sverige  | Uthalv    | Dan Carter            |
| 11 | Sverige  | Ytter     | Kim Nilsson           |
| 14 | Sverige  | Ytter     | Sebastian Segerhagen  |
| 12 | Turkiet  | C         | Ercan Aytuglu         |
| 13 | Wales    | C         | Rhodry England        |
| 15 | Rumänien | FB        | Nicu Rosiaru          |

| Nr | Land       | Pos       | Namn              |
| -- | ---------- | --------- | ----------------- |
| 16 | Sverige    | P         | Magnus Acke       |
| 17 | Sverige    | P         | Nicki Mansell     |
| 18 | Sverige    | L         | Jonas Nehlin      |
| 19 | Sverige    | L         | Filip Melin       |
| 20 | Fiji       | FL        | Tomasi Tomanivalu |
| 21 | England    | FL        | Mark Stacey       |
| 22 | Australien | C         | Ryan Apps         |
| 23 | Australien | Uthalv    | Blake Moore       |
| 24 | Sverige    | FL        | Peter Finnfors    |
| 25 | Sverige    | Ytter     | Linus Johansson   |
| 26 | Sverige    | L         | Andreas Persson   |
| 27 | Sverige    | Uthalv    | Alex Andersson    |
| 28 | Sverige    | Klunghalv | Andre Andersson   |
| 29 | Sverige    | P         | Fredrik Hansson   |
| 30 | Sverige    | FL        | Jesper Rosvall    |

## Spelartrupp Herrar 2009
Spelartruppen aktuell per den 1 januari 2009.
| Nr | Land     | Pos       | Namn                  |
| -- | -------- | --------- | --------------------- |
| 1  | Sverige  | P         | Lars Tunestål         |
| 2  | Sverige  | H         | Patrik Ljungdahl      |
| 3  | Sverige  | P         | Glenn Holmgren        |
| 4  | Sverige  | 8         | James Mansell         |
| 5  | Sverige  | L         | Niklas Eriksson       |
| 7  | Sverige  | FL        | Daniel Finnfors       |
| 6  | Sverige  | F/H       | Andy Persson          |
| 8  | Fiji     | FL        | Setaraki Tegunimataka |
| 9  | Sverige  | Klunghalv | Sebastian Jönsson     |
| 10 | Sverige  | Uthalv    | Sebastian Andersson   |
| 11 | Sverige  | Ytter     | Kim Nilsson           |
| 14 | Sverige  | Ytter     | Sebastian Segerhagen  |
| 12 | Turkiet  | C         | Ercan Aytuglu         |
| 13 | Wales    | C         | Rhodry England        |
| 15 | Rumänien | FB        | Nicu Rosiaru          |

| Nr | Land    | Pos    | Namn             |
| -- | ------- | ------ | ---------------- |
| 17 | Sverige | P      | Nicki Mansell    |
| 18 | Sverige | L      | Jonas Nehlin     |
| 19 | Sverige | L      | Filip Melin      |
| 25 | Sverige | Ytter  | Linus Johansson  |
| 27 | Sverige | Uthalv | Alex Andersson   |
| 28 | Sverige | FL     | Jesper Rosvall   |
| 29 | Sverige | P      | Hjalmar Edensten |